# Черняховск (аэродром)
Аэродром Черняховск — военный аэродром в Калининградской области, расположенный в 4 км юго-западнее города Черняховск. На аэродроме базируется войсковая часть 30866 Министерства обороны Российской Федерации. Входит в Западный военный округ. Адрес: Черняховск, улица Победы, 54. Старший авиационный начальник аэродрома — командир войсковой части.
В 2013 года получила 2 комплекса беспилотных летательных аппаратов «Форпост», произведённых Уральским заводом гражданской авиации.
С 6 июня 2018 года аэродром «Черняховск» является аэродромом 1 класса (взлётная масса принимаемых самолётов 75 т и более).

## История

### Аэродром Инстербург
В августе 1913 года пионер немецкой авиации Альфред Фридрих на самолете Etrich Taube совершил дальний перелет из Берлина в Инстербург с двумя промежуточными посадками в Шнейдемюле и Кёнигсберге, что для того времени было значительным достижением.
После Первой мировой войны, когда по Версальскому мирному договору 1919 года Польше была передана часть территории Западной Пруссии, получившая название Польский коридор, Восточная Пруссия превратилась в полуэксклав Свободного государства Пруссия Веймарской республики.
В 1928 году близ Инстербурга был создан гражданский аэродром (нем. Verkehrslandeplatz). Лётное поле было размером 400 х 400 м.
Начавшийся в 1929 году мировой экономический кризис особенно сильно затронул Германию. В 1933 году после прихода к власти национал-социалистов во главе с Адольфом Гитлером в стране начались реформы, направленные на восстановление экономики. В том же году рейхсканцлер Гитлер сменил обер-президента Восточной Пруссии, вместо Вильгельма Кучера на должность был назначен гауляйтер НСДАП Эрих Кох. 16 марта 1935 года Германия отказалась выполнять положения Версальского договора о демилитаризации и восстановила свой военный суверенитет. С этого же года началась милитаризация немецкой экономики.
В 1936 году гражданский аэродром близ Инстербурга был отдан люфтваффе, на его месте создан военный аэродром Инстербург (нем. Fliegerhorst Insterburg) и авиабаза. Военные полеты официально начались с переездом штаба авиабазы 1 октября 1936 года. Пять больших авиационных ангаров располагались на южной границе авиабазы, а большой ремонтный ангар стоял к западу от взлетно-посадочной полосы. На юге располагались и другие хозяйственные и жилые постройки. С октября 1936 года здесь дислоцировалась 111-я разведывательная группа в качестве первой летной части. В ноябре 1936 года в Инстербурге появился троллейбус и первый маршрут был до аэродрома (нем. Flugplatz).
1 ноября 1938 года на аэродроме Инстербург была сформирована 1-я группа эскадры пикирующих бомбардировщиков №160 (I./StG160). Группа имела в составе 3 бомбардировочные эскадрильи (нем. Staffel).
1 мая 1939 года на аэродроме Инстербург на основе 1-й группы эскадры пикирующих бомбардировщиков №160 (I./StG160) была сформирована 1-я группа эскадры пикирующих бомбардировщиков №1 (Gruppe I./StG1). Группа также имела в составе 3 бомбардировочные эскадрильи. Командиром 3-й эскадрильи был назначен оберлейтенант Бруно Дилли. На вооружении эскадры были пикирующие бомбардировщики Junkers Ju 87. С октября 1939 по декабрь 1941 командиром группы был майор Пауль-Вернер Хоццель.
Также с 1939 года здесь располагалась авиашкола Stukaschule Insterburg (Школа пилотов пикировщиков / школа штурмовой авиации), которая позже была переименована в Stukaschule 1. С ноября 1940 года здесь располагалась и Blindflugschule 7 (BFS 7) — авиашкола люфтваффе по обучению слепым полетам (полетам по приборам), а позже Blindflugschule 9 (BFS 9).
Во время Второй мировой войны в августе 1943 года на аэродроме Инстербург сформировали группу V 5-й эскадры ночных истребителей люфтваффе (V./NJG 5); две их эскадрильи базировались на аэродроме Повунден.
В ноябре 1943 года на аэродроме Инстербург Герман Геринг организовал демонстрацию образцов перспективной авиационной техники, которою посетил Адольф Гитлер. 26 ноября 1943 года из Темпельхофа на самолёте Ju 52/3m под управлением Ганса Баура в Инстербург прибыли Адольф Гитлер, Альберт Шпеер, Герман Геринг, Эрхард Мильх и группа офицеров люфтваффе. Им были представлены два реактивных истребителя «Ме-262», крылатая ракета «Фау-1» и реактивный бомбардировщик «Ar-234».

### Советский военный аэродром
17 января 1945 года в ходе Инстербургско-Кёнигсбергской операции советских войск группа капитана Петрова из 6 ЯК-9п под прикрытием 4 ЯK-9 из 909-го истребительного полка нанесла удар с высоты 500 м по аэродрому Инстербург, уничтожив и повредив 9 самолётов.
22 января 1945 года в ходе Восточно-Прусской операции советские войска заняли аэродром Инстербург. С 1945 года аэродром Инстербург начал использоваться советскими ВВС.
С 22 января 1945 года на аэродроме базировались 168-й, 409-й и 909-й истребительные авиаполки 130-й истребительной Инстербургской ордена Суворова авиадивизии на самолётах Як-9. В конце января 1945 года 409-й и 909-й полки были расформированы, 168-й полк был передан в состав 269-й истребительной авиадивизии и перебазирован на аэродром Пила в Польшу.
На аэродроме базировался 1-й авиатранспортный Херсонский полк 10-я гвардейская авиационная транспортная дивизия Гражданского воздушного флота (10 ГАТД ГВФ).
7 сентября 1946 года Указом Президиума Верховного Совета РСФСР город Инстербург был переименован в Черняховск. Вслед за городом переименовали и аэродром.
С 18 октября 1952 года аэродром «Черняховск» стал местом постоянной дислокации 4-го гвардейского пикирующего бомбардировочного авиационного полка. Он был переведён с аэродрома «Чкаловск».
В 1964 году на аэродроме прошло переучивание пилотов на фронтовые бомбардировщики Як-28.